# Bahnhof Kołobrzeg

Der Bahnhof Kołobrzeg, ehemals deutsch Colberg und Kolberg, ist ein Bahnhof in Kołobrzeg. Er wurde 1859 mit der Bahnstrecke Belgard–Colberg eröffnet.

## Geschichte

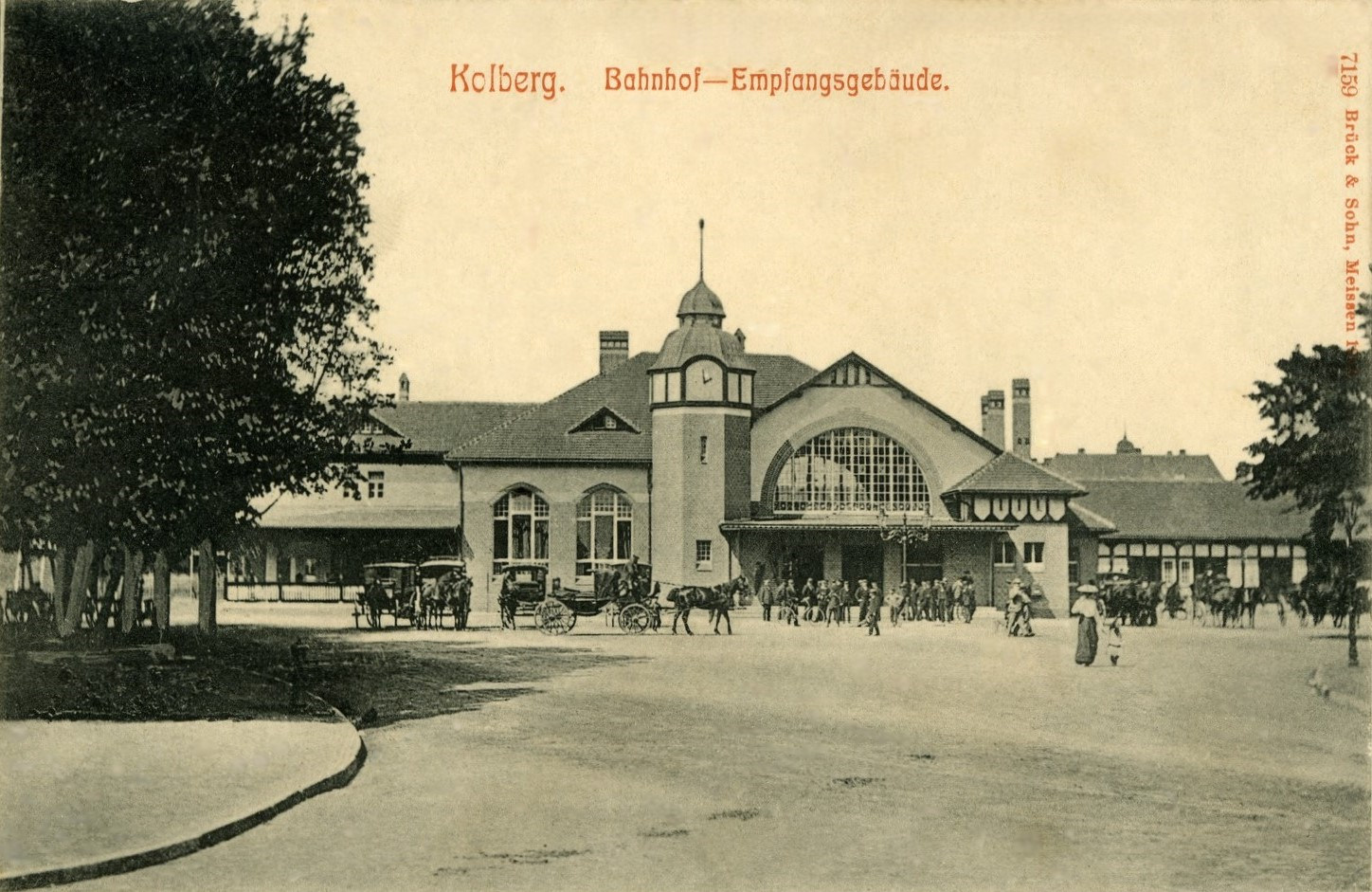
Ansicht 1906

Mit Eröffnung der Strecke nach Belgard der Berlin-Stettiner Eisenbahn-Gesellschaft erhielt Colberg (so die damalige Schreibweise) am 1. Juni 1859 Bahnanschluss. Der Bahnhof war als Kopfbahnhof angelegt. 1880 übernahm die Preußische Staatsbahn die Strecke. Am 25. Mai 1882 kam die Strecke Altdamm–Gollnow–Colberg der Altdamm-Colberger Eisenbahn-Gesellschaft hinzu, damit wurde der Bahnhof zu einem Durchgangsbahnhof.  1895 eröffnete die meterspurige Kolberger Kleinbahn nach Regenwalde, sie hatte allerdings einen eigenen Endbahnhof. 1897 wurde die Schreibweise der Stadt und des Bahnhofs in Kolberg geändert. Schließlich folgte 1899 die Strecke Kolberg–Köslin.
Im Osten des Bahnhofes liegt ein Bahnbetriebswerk, die Drehscheibe und ein Teil des Ringlokschuppens sind noch erhalten.

## Architektur
Das erste Empfangsgebäude war in ausgemauertem Fachwerk errichtet, um Ziegel für den wichtigeren Bau von Brücken und Hochbauten der Bahn zu sparen.
Im Jahr 1905 wurde ein Neubau errichtet. Im Zweiten Weltkrieg beschädigt, wurde der Bau nach 1945 restauriert. Das in Seitenlage errichtete Empfangsgebäude besitzt eine von der Stadt- zur Gleisseite durchgehende Empfangshalle mit Zugängen zu Wartesälen, Expeditionen und Diensträumen. Das Äußere des Baus ist schlicht und hat einen Uhrturm.